# Бурден, Ги
Ги Бурден (фр. Guy Bourdin; 2 декабря 1928 — 29 марта 1991) — французский художник и модный фотограф, известный своими провокационными изображениями. С 1955 года Бурден работал в основном с Vogue, а также сотрудничал с другими изданиями, включая Harper's Bazaar. Он снимал рекламные кампании для Chanel, Charles Jourdan, Pentax и Bloomingdale's.

## Биография
Бурден родился 2 декабря 1928 года в Париже. Его родители разошлись, когда он был младенцем, и его отправили жить к бабушке и дедушке по отцовской линии, которые владели домом в Нормандии. Те также были владельцами ресторана в Париже под названием Brasserie Bourdin. Когда его отец, которому на момент рождения сына было всего 18 лет, снова женился, Бурден оказался под его опекой. Очевидно, Бурден видел свою мать только однажды, когда она пришла в пив-бар, чтобы преподнести ему подарок. В возрасте восемнадцати лет Ги Бурден отправился в велосипедный тур по Провансу, во время которого он встретил арт-дилера Люсьена Генри. Бурден провёл шесть месяцев в доме Генри, где сосредоточился на живописи и рисовании, пока не пришло время его обязательной военной службы.
Бурден впервые познакомился с фотографией во время службы в ВВС. Находясь в Дакаре (1948-49), он получил начальное фотографическое образование, работая аэрофотографом.

## Карьера
Его работы собраны важными учреждениями, включая Тейт в Лондоне, MoMA, Музей современного искусства Сан-Франциско и Музей Гетти. Первая ретроспективная выставка его работ прошла в Музее Виктории и Альберта в Лондоне в 2003 году, а затем посетила Национальную галерею Виктории в Мельбурне и Галерею Же-де-Пом в Париже. Тейт постоянно выставляет часть своей коллекции (одну из крупнейших) с работами Бурдена, созданными в период с 1950 по 1955 год.
Он считается одним из самых известных фотографов моды и рекламы второй половины XX века. Ги Бурден подготовил почву для нового вида модной фотографии. «В то время как в традиционных модных образах красота и одежда являются центральными элементами, фотографии Бурдена предлагают радикальную альтернативу», как пишет официальный сайт Музея Виктории и Альберта.

## Награды
- 1988: Infinity Award от Международного центра фотографии в Нью-Йорке за рекламную кампанию Chanel 1987 года[9].